# Muazzez Ersoy
Muazzez Ersoy, pseudonimo di Hatice Yıldız Levent (Uzunköprü, 9 agosto 1958), è una cantante turca.

## Biografia
Muazzez Ersoy è soprannominata "Regina della nostalgia" per via della sua discografia prevalentemente composta da cover di grandi classici della musica turca. Nata in una cittadina a ridosso del confine con la Grecia, è cresciuta nel quartiere Kasımpaşa di Istanbul, dove ha preso lezioni di musica. Ha iniziato la sua carriera musicale nel 1982 cantando al casinò Pembe Köşk.
Nel decennio dal 1991, anno della pubblicazione del suo album di debutto Seven olmazki/Senin içindi, fino al 2000, ha venduto 11,5 milioni di dischi in Turchia, rendendola l'artista turca di maggiore successo degli anni '90; tutti e sei gli album della serie Nostalji hanno venduto almeno un milione di copie ciascuno, fra cui il quarto che ha superato i 3,5 milioni. Nel 1998 è stata insignita dal Ministero della Cultura del titolo di Artista nazionale. Nel 2006 è stata scelta come ambasciatrice per l'Alto commissariato delle Nazioni Unite per i rifugiati.

## Discografia

### Album in studio
- 1991 – Seven olmazki/Senin içindi
- 1992 – Her şeyim sensin
- 1993 – Sizi seviyorum
- 1994 – Sensizlik bu
- 1995 – Nostalji
- 1996 – Nostalji 2
- 1997 – Nostalji 3
- 1998 – Nostalji 4-5-6
- 1999 – Nostalji 7-8-9
- 2000 – Nostalji 10-11-12
- 2002 – Senin için
- 2004 – Seni seviyorum
- 2006 – Nankör
- 2007 – Kraliçeden nostaljiler
- 2010 – Mozaik
- 2014 – Şarkılarla gel
- 2016 – 90'dan pop

### Singoli
- 1996 – Veda busesi/İntizar